# Ría de San Juan de la Canal
La ría de San Juan de la Canal es un estuario situado en la costa central de Cantabria (España), en la localidad de Soto de la Marina, perteneciente al municipio de Santa Cruz de Bezana. Es la desembocadura del Arroyo de Palancate, el cual no es ningún curso de agua de importancia. Tiene una superficie de 3,1 hectáreas y un perímetro de 1,4 kilómetros, con una superficie intermareal del 90%.
Está delimitada por superficies rocosas con bajos arenosos, entre distintas zonas habitadas de Soto de la Marina. Se une al mar junto a dos de las playas del pueblo, la playa de San Juan de la Canal y la playa nudista de Covachos. Limitando con la ría se encuentra la playa de la Arnía.